# Ласкар (Словаччина)
Ласкар (словац. Laskár) — село, громада округу Мартін, Жилінський край, регіон Турієц. Кадастрова площа громади — 3,34 км².
Населення 135 осіб (станом на 31 грудня 2018 року).

## Історія
Ласкар згадується 1277 року.

## Населення
| Рік:            | 1994. | 2004.    | 2014.    | 2024.  |
| --------------- | ----- | -------- | -------- | ------ |
| Кількість осіб: | 90    | 104      | 125      | 133    |
| Різниця:        |       | +15,55 % | +20,19 % | +6,4 % |

| Рік:            | 2023. | 2024.   |
| --------------- | ----- | ------- |
| Кількість осіб: | 131   | 133     |
| Різниця:        |       | +1,52 % |